# Lovci (Jagodina)
Lovci (em cirílico: Ловци) é uma vila da Sérvia localizada na cidade de Jagodina, pertencente ao distrito de Pomoravlje, na região de Šumadija, Belica. A sua população era de 785 habitantes segundo o censo de 2011.

## Demografia
| 1948 | 1953 | 1961 | 1971 | 1981 | 1991 | 2002 | 2011 |
| ---- | ---- | ---- | ---- | ---- | ---- | ---- | ---- |
| 1103 | 1148 | 1176 | 1086 | 1021 | 1033 | 861  | 785  |